# Ingeborg Fanger
Ingeborg Fanger (* 22. Juli 1921 in Dresden; † 14. Februar 2008 in Zürich) war eine deutsche Opernsängerin und Tänzerin.

## Leben und Wirken
Nach einer tänzerischen Ausbildung an der Ballettschule der Staatsoper Dresden hatte sie 1940–41 am Theater am Nollendorfplatz ein Engagement als Tänzerin. Zusätzlich absolvierte sie eine Stimmausbildung in Dresden, Berlin, Oldenburg und Zürich. Zwischen 1942 und 1944 war sie am Central-Theater (Dresden) als Operettensängerin tätig. Anschließend arbeitete sie bis 1950 am Oldenburgischen Staatstheater. Zwischen 1950 und 1984 war sie am Opernhaus Zürich beschäftigt und gastierte in Lausanne, Bern, St. Gallen, Wiesbaden, Nürnberg, Essen und Braunschweig.

## Auftritte und Rollen (Auswahl)
- Francis Lopez: Die Schöne von Cadiz (Pepa) – 1953
- Franz Lehár: Frühling – 1955
- Arthur Honegger: Die Abenteuer des Königs Pausole
- Giselher Klebe: Figaro lässt sich scheiden (Gräfin) – 1971
- Zoltán Kodály: Háry János (Kaiserin)
- Bedřich Smetana: Die verkaufte Braut (Esmeralda)